# Aberin
Aberin è un comune spagnolo di 351 abitanti situato nella comunità autonoma della Navarra.